# Зимові Паралімпійські ігри 1988
Зимові Паралімпійські ігри 1988 відбулись у Інсбруку, Австрія, з 17 по 24 січня. Вони стали четвертими Зимовими Паралімпійські іграми.

## Види спорту
- Лижні перегони
- Швидкісний спуск на санях
- Гірськолижний спорт
- Лижні перегони

## Таблиця медалей
Легенда
      Країна-господар
Топ-10 неофіційного національного медального заліку:
| Місце | Країна    | Золото | Срібло | Бронза | Загалом |
| ----- | --------- | ------ | ------ | ------ | ------- |
| 1     | Норвегія  | 25     | 21     | 14     | 60      |
| 2     | Австрія   | 20     | 10     | 14     | 44      |
| 3     | ФРН       | 9      | 11     | 10     | 30      |
| 4     | Фінляндія | 9      | 8      | 8      | 25      |
| 5     | Швейцарія | 8      | 7      | 8      | 23      |
| 6     | США       | 7      | 17     | 6      | 30      |
| 7     | Франція   | 5      | 5      | 3      | 13      |
| 8     | Канада    | 5      | 3      | 5      | 13      |
| 9     | Швеція    | 3      | 7      | 5      | 15      |
| 10    | Італія    | 3      | 0      | 6      | 9       |